# Suore di carità di San Vincenzo de' Paoli (Hildesheim)

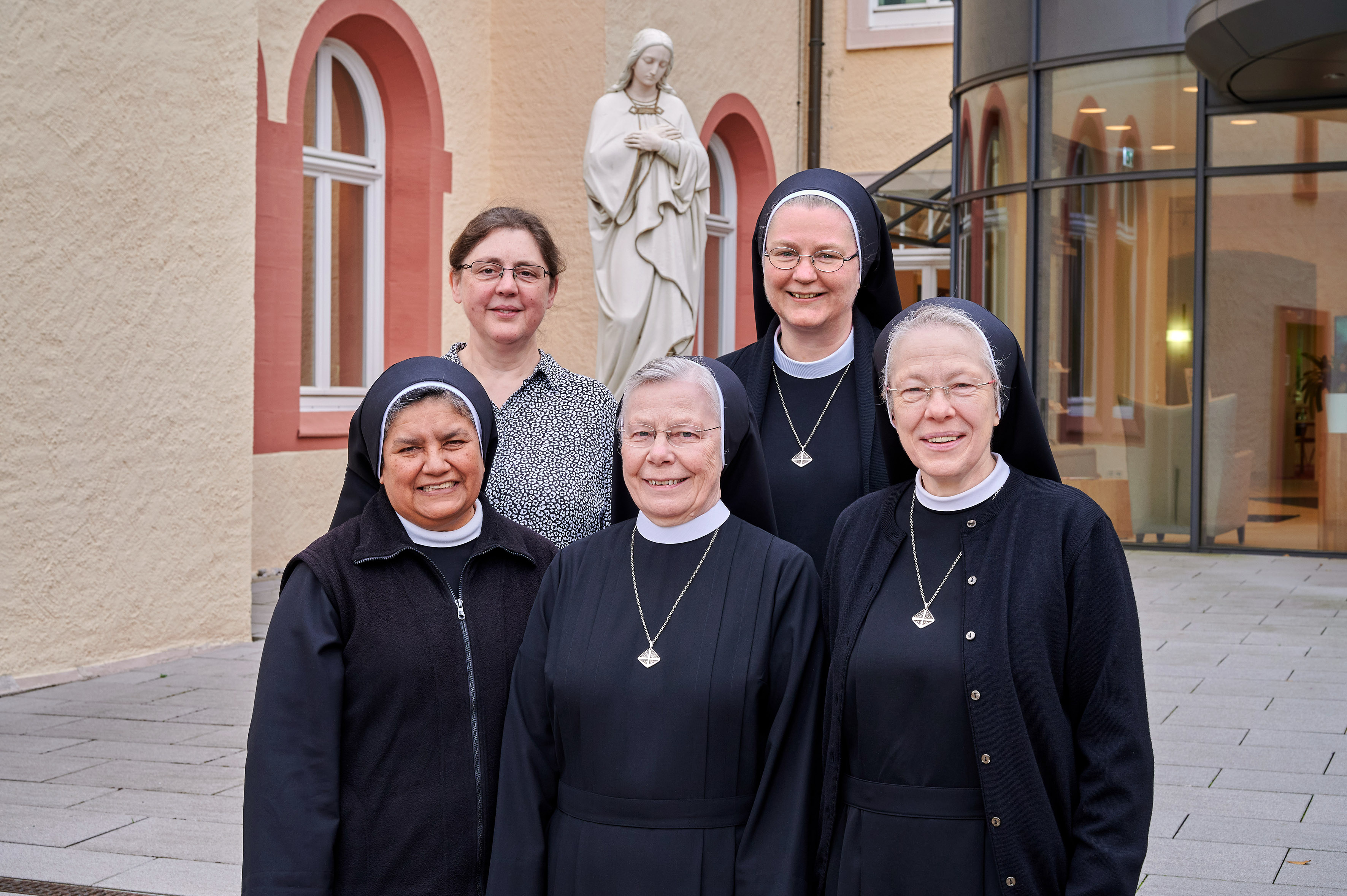
I membri del consiglio generalizio della congregazione nel 2021

Le Suore di Carità di San Vincenzo de' Paoli (in tedesco Barmherzigen Schwestern vom hl. Vinzenz von Paul, o semplicemente Vinzentinerinnen) sono un istituto religioso femminile di diritto pontificio.

## Storia
La congregazione sorse per iniziativa di Eduard Jakob Wedekin, vescovo di Hildesheim, che nel 1852 invitò a stabilirsi nella sua città vescovile una comunità di tre Suore di Carità della congregazione di Paderborn (oriunde di Strasburgo): il 15 ottobre 1857 il ramo di Hildesheim venne dichiarato autonomo dall'istituto di Paderborn ed ebbe inizio la nuova congregazione, approvata dalla Santa Sede il 25 agosto 1866.

## Attività e diffusione
Le Suore di Carità si dedicano specialmente all'assistenza ad anziani e ammalati e alla gestione di cliniche e case di riposo.
Sono presenti in Germania e in Perù; la sede generalizia è ad Hildesheim.
Al 31 dicembre 2005 l'istituto contava 208 religiose in 29 case.